# Isoetes karstenii
Isoetes karstenii är en kärlväxtart som beskrevs av Addison Brown. Isoetes karstenii ingår i släktet braxengräs, och familjen Isoetaceae. Inga underarter finns listade i Catalogue of Life.